# Imber Nordin-Grip
Imber Nordin-Grip, född 15 november 1899 i Grundsunda socken i Västernorrlands län, död 24 augusti 1963 i Bollnäs, var en svensk författare.
Nordin-Grip disputerade 1934 för filosofie doktorsgraden på en avhandling om Eric Wennæsius. Hon var anställd vid Landsmålsarkivet i Uppsala. Hennes mest omfattande verk är boken om Mellösa, Mellösa i Sörmland, folkminnen, utgiven postumt 1964.